# Annette Peacock
Annette Peacock (Brooklyn, Nueva York, 1941, Anette Coleman de soltera) es una pianista, compositora y cantante estadounidense.
Su madre fue violinista en las orquestas sinfónicas de San Diego (California) y Filadelfia (Pensilvania). En 1960, con 19 años, se casó con el bajista de jazz Gary Peacock. Este matrimonio la introdujo en el mundo del jazz de vanguardia. En particular conoció al saxofonista Albert Ayler, pues su marido formaba parte de su trío. En esa época (1961-1962) participó en los experimentos psicodélicos de Timothy Leary.
En los años 60 y 70 Anette Peacock se dio a conocer en el mundo del jazz y del jazz experimental junto con el pianista Paul Bley, su nueva pareja. Su obra maestra de aquella época es "I'm The One". Su voz aterciopelada deja paso a veces a otra más cruda; a sus melodías las cortan sonidos discordantes y saturados hechos con el sintetizador. Es pionera en el uso de sintetizadores Moog.
In 1968 grabó Revenge para Polydor, y en 1971 I'm The One (incluido en la lista de los 100 discos que "sacudieron al mundo", de la revista WIRE"), editado por RCA en 1972. También en 1972 apareció como "Holograma" en un montaje en colaboración con Dalí.
Tras 6 seis años sin producir ninguna obra, en 1978 apareció el disco X-Dreams por el que se la llamó la Bowie femenina, tanto por su lado andrógino como por su rock matizado, y su fama aumentó. Entre 1979 y 1980 hubo otros discos (como The Perfect Realese, otro éxito) que configuraron un jazz rock no siempre fácil de abordar. Su canción My mother never taught me how to cook (la más característica de X-Dreams) es parte de la banda sonora de la película Persiguiendo a Amy (1997), del director Kevin Smith.
Creó su propia casa de discos, Ironic Records, que editó cuatro LPs entre 1981 y 1988. En el 2000 reapareció con un disco que aunaba el piano (su instrumento) con un cuarteto de cuerda. Fue un disco intimista y cercano a la música clásica, que fue bien acogido por la crítica.
Su voz singular y su obra han inspirado a Sidsel Endresen. Su música la han versionado  David Bowie, Busta Rhymes, Brian Eno, Morcheeba, Pat Metheny, Al Kooper y Mick Ronson.

## Discografía
- 1968: Revenge (The Bigger The Love The Greater The Hate) (Polydor) (también editado con el nombre de Bley-Peacock Synthetizer Show)[2]
- 1971: The Bley/Peacock Synthesizer Show
- 1972: I'm The One, RCA Victor, reeditado en edición limitada en 2011 (RCA / Ironic US)
- 1972: Dual Unity
- 1972: Improvisie
- 1977: Feels Good To Me, Feat. Annette Peacock de Bill Bruford
- 1978: X-Dreams (Aura Records)
- 1979: The Perfect Release (Aura Records)
- 1981: Sky-Skating (Ironic Records UK)
- 1983: Been in the Streets Too Long (Ironic Records), recopilación de actuaciones de 1974, 1975 y 1982[2]
- 1986: I Have No Feelings (Ironic Records)
- 1988: Abstract Contact (Ironic Records)
- 2000: An Acrobat's Heart, (ECM)
- 2000: Nothing Ever Was, Anyway / The Music of Annette Peacock (ECM, compilación)
- 2004: My Mama Never Taught Me How to Cook, The Aura Years 1978-1982 (ECM, compilación)
- 2006: 31:31 (Ironic US)